# Edison (Nebraska)
Edison é uma vila localizada no estado americano de Nebraska, no Condado de Furnas.

## Demografia
Segundo o censo americano de 2000, a sua população era de 154 habitantes.
Em 2006, foi estimada uma população de 148, um decréscimo de 6 (-3.9%).

## Geografia
De acordo com o United States Census Bureau, a localidade tem uma área de 0,7 km², sem área coberta por água. Edison localiza-se a aproximadamente 644 m acima do nível do mar.

## Localidades na vizinhança
O diagrama seguinte representa as localidades num raio de 24 km ao redor de Edison.